# Ernst Fraenkel (Politikwissenschaftler)
Ernst Fraenkel (* 26. Dezember 1898 in Köln; † 28. März 1975 in West-Berlin) war ein deutsch-amerikanischer Jurist und Politikwissenschaftler. Er gilt als einer der „Väter“ der modernen Politikwissenschaft in der Bundesrepublik Deutschland und West-Berlin.
Fraenkel schrieb insbesondere zu vier politischen Systemen: über die Weimarer Republik, den NS-Staat, die Vereinigten Staaten und die Bundesrepublik Deutschland. Seine gesammelten Schriften erscheinen seit 1999 als Gesamtausgabe in sieben Bänden. „Das Lebenswerk von Ernst Fraenkel ist geprägt durch seine Entwicklung vom Sozialismus zum Pluralismus.“
In der Weimarer Republik wirkte Fraenkel als Rechtsanwalt der sozialistischen Arbeiterbewegung und veröffentlichte eine Vielzahl von Aufsätzen vorwiegend zu arbeitsrechtlichen Themen. Von den Nationalsozialisten als Jude verfolgt und im Widerstand engagiert, emigrierte er in die Vereinigten Staaten, wo er The Dual State fertigstellte, seine Interpretation des NS-Staates. Das Buch erschien 1974 unter dem Titel Der Doppelstaat auf Deutsch und gilt inzwischen als Klassiker. Fraenkel entwickelte die Leitidee des Neopluralismus und gehörte zu den Begründern der westdeutschen Demokratietheorie. Seine Studien zu den Vereinigten Staaten nutzte er, um Deutschland mit den westlichen Demokratien zu vergleichen und um eigene demokratietheoretische Vorstellungen analytisch und normativ zu untermauern.
Ab 1963 wirkte Fraenkel als erster Direktor des John-F.-Kennedy-Instituts für Nordamerikastudien der Freien Universität Berlin.

## Leben

### Kaiserreich und Republik

#### Familie, Schulzeit und Erster Weltkrieg

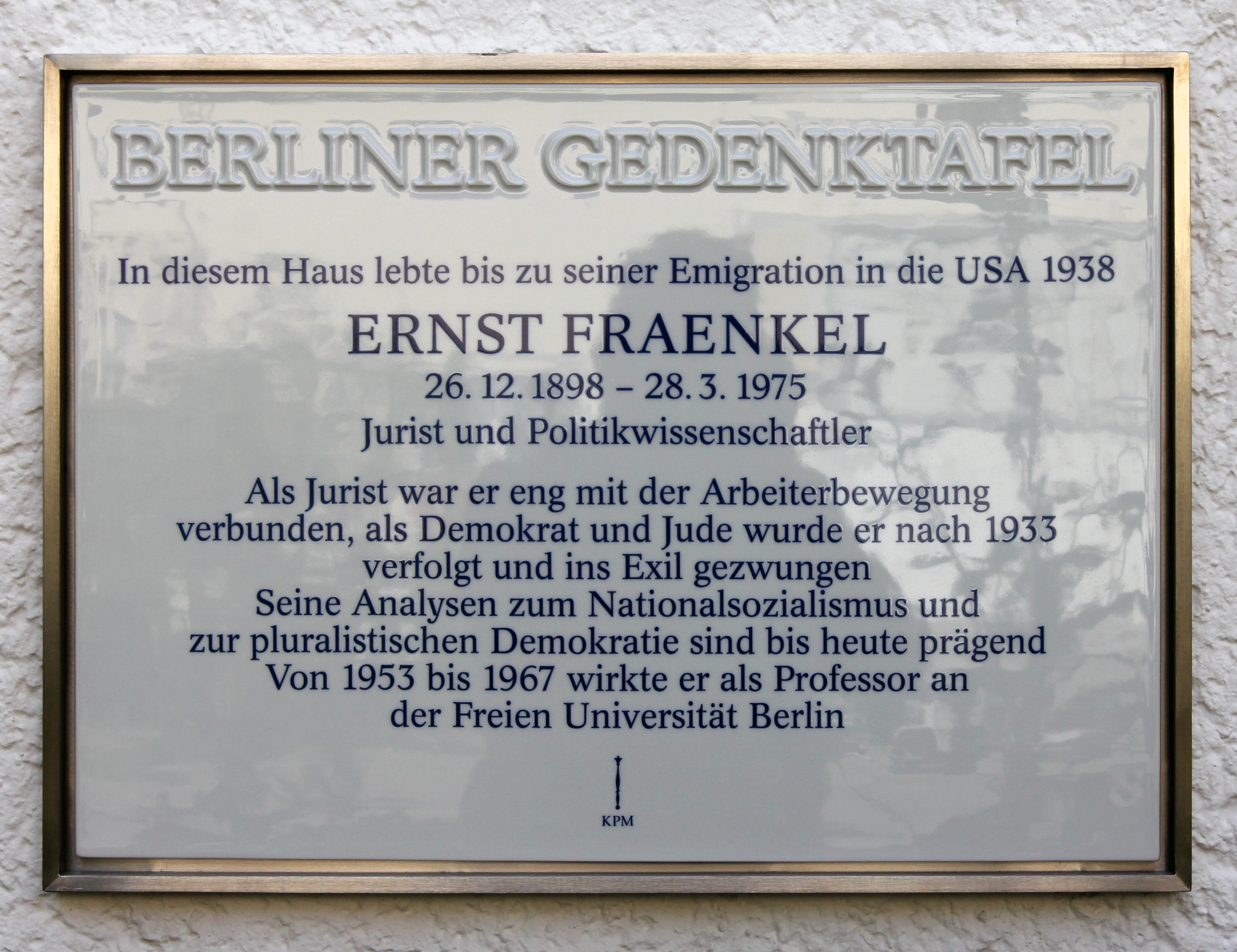
Berliner Gedenktafel am Haus, Eschwegering 23, in Berlin-Tempelhof

Fraenkel wuchs zunächst in Köln bei seinen Eltern in einer wohlhabenden jüdischen Kaufmannsfamilie auf. Nach dem Besuch der Kreuzgassen-Vorschule wechselte er im Jahr 1908 auf das Gymnasium Kreuzgasse. Sein älterer Bruder Maximilian (* 1891) und sein Vater Georg (* 1856) starben 1909. Seine Mutter Therese Fraenkel, geborene Epstein (* 1864), starb 1915. Nach dem Tod der Mutter zog Ernst zusammen mit seiner Schwester Marta (1896–1976) zu Joseph Epstein, einem Onkel mütterlicherseits, nach Frankfurt am Main und besuchte dort die Musterschule, an der er im November 1916 das Notabitur ablegte.
Im November 1916 meldete sich der 18-Jährige als Kriegsfreiwilliger. In seiner Einheit lernte er den späteren Reformpädagogen Adolf Reichwein kennen und rettete ihn nach einer lebensgefährlichen Verletzung am 5. Dezember 1917 bei schweren Kämpfen an der Westfront. Am 1. April 1918 endete für Fraenkel der Fronteinsatz, weil er durch eine Handgranate verletzt worden war. Während der Novemberrevolution 1918 wurde er Mitglied des Darmstädter Soldatenrates, verstand sich aber nicht als Revolutionär.

#### Studium
Nach seiner Entlassung aus der Armee im Januar 1919 hatte Fraenkel zunächst vor, Geschichte zu studieren, entschied sich nach Einwirken seines Onkels Joseph jedoch für das Jurastudium mit Geschichte im Nebenfach. Hauptsächlich studierte er an der jungen Frankfurter Universität, Zwischensemester absolvierte er in Heidelberg und Tübingen. Während seines Studiums in Frankfurt lernte er Franz Neumann und Leo Löwenthal kennen; gemeinsam gründeten sie 1919 eine Gruppe sozialistischer Studenten. 1921 trat Fraenkel in die SPD ein. Sein politisches und berufliches Vorbild war der Jurist Hugo Sinzheimer. Bei diesem studierte Fraenkel zusammen mit Neumann, Hans Morgenthau, Otto Kahn-Freund und Carlo Schmid. Das Studium des modernen Arbeitsrechts lieferte Fraenkel wichtige Erkenntnisse über das Verhältnis von Recht, Gesellschaft und Staat, die unter anderem für seine spätere Analyse des Nationalsozialismus grundlegend wurden. Im Dezember 1921 legte Fraenkel sein Erstes Staatsexamen ab, im Dezember 1923 promovierte er bei Sinzheimer mit dem Thema Der nichtige Arbeitsvertrag zum Dr. jur. Seine Referendariatszeit (Januar 1922 bis Juli 1924) verbrachte Fraenkel in Weilburg und Frankfurt am Main; im Januar 1925 bestand er das Zweite Staatsexamen.

#### Tätigkeit als Anwalt, für die Gewerkschaft und als Verteidiger der Republik

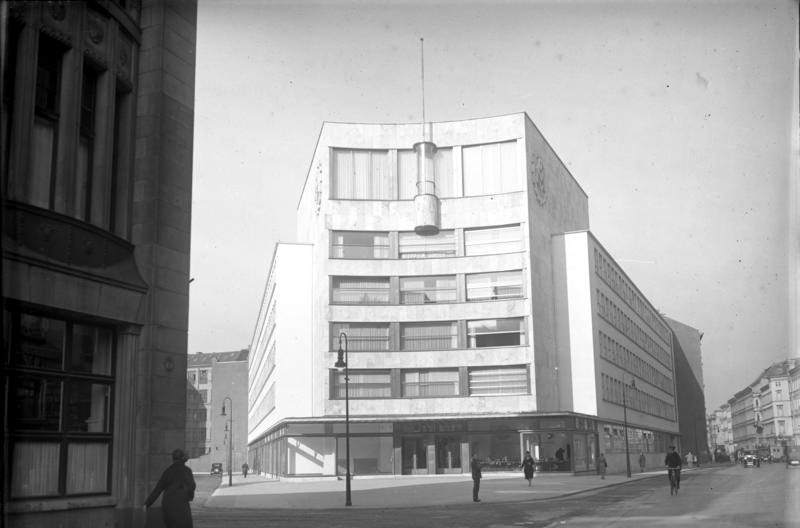
Sitz des Deutschen Metallarbeiter-Verbandes in der Alten Jakobstraße in Berlin-Kreuzberg, Oktober 1930

Als Volljurist arbeitete Fraenkel zunächst in einer Kanzlei in Saarbrücken. Von 1926 bis 1938 war er als Rechtsanwalt am Kammergericht in Berlin zugelassen. Im Frühjahr 1926 trat er in die Dienste des Deutschen Metallarbeiter-Verbandes (DMV). Er unterrichtete in Bad Dürrenberg an der neu gegründeten Wirtschaftsschule des DMV Mitglieder von Betriebsräten insbesondere in Fragen des Arbeitsrechts und der Sozialpolitik. Zugleich publizierte er Aufsätze zu arbeitsrechtlichen, rechtssoziologischen und verfassungspolitischen Fragen.
Anfang 1927 beendete Fraenkel seine Lehrtätigkeit und eröffnete in Berlin eine Anwaltskanzlei. Seine guten Kontakte zum DMV, seine Publikationen zu Fragen des Arbeitsrechts sowie seine Dozententätigkeit an der Deutschen Hochschule für Politik in Berlin und der Akademie der Arbeit in Frankfurt am Main halfen ihm bei der Etablierung der Kanzlei. Nach Fertigstellung der neuen Zentrale des DMV in Berlin verlegte Fraenkel seine Kanzlei in dieses Gebäude. Gemeinsam mit Franz L. Neumann betrieb er dort eine Sozietät und betätigte sich als Syndikus der Gewerkschaft. Zudem vertrat er in der Endphase der Republik den Vorstand der SPD.
Gleichzeitig trat der Anwalt als Publizist für den Erhalt der Republik ein, als diese Anfang der 1930er Jahre in eine schwere Krise geriet. Er sorgte sich um den Erhalt der Verfassung und wollte diese juristische Grundlage der Republik vom Parlament her stabilisieren. Durch die negative Mehrheit, die Kommunisten und Nationalsozialisten bei den preußischen Landtagswahlen im April 1932 und den Reichstagswahlen vom Juli 1932 erreicht hatten, waren mit dem Reichstag und dem Preußischen Landtag zwei zentrale Parlamente handlungsunfähig geworden. Konservative Publizisten und Politiker suchten eine autoritäre Lösung: Reichspräsident Paul von Hindenburg sollte, gestützt auf die Artikel 48 und 25 der Weimarer Verfassung, per Notverordnung und gegen das Parlament regieren. Fraenkel schwebte eine entgegengesetzte Lösung vor:

„Unser Vorschlag geht dahin, einem Mißtrauensvotum des Parlaments gegen den Kanzler oder Minister nur dann die Rechtsfolge des Rücktrittszwanges zu verleihen, wenn die Volksvertretung das Mißtrauensvotum mit dem positiven Vorschlag an den Präsidenten verbindet, eine namentlich präsentierte Persönlichkeit an Stelle des gestürzten Staatsfunktionärs zum Minister zu ernennen.“

Seine Anregung eines konstruktiven Misstrauensvotums wurde nicht aufgegriffen, ging aber als Art. 67 in das Grundgesetz für die Bundesrepublik Deutschland ein. Somit kann Fraenkel als „einer der Väter des konstruktiven Mißtrauensvotums“ gelten, wenngleich das Grundprinzip 1927 erstmals von Heinrich Herrfahrdt beschrieben worden war und seitdem diskutiert wurde.
Am 24. Dezember 1932 heiratete Ernst Fraenkel Johanna Pickel (1904–1975), genannt Hanna, die er in Bad Dürrenberg kennengelernt hatte. Die Ehe blieb kinderlos.

### Im Dritten Reich und im Exil

#### Anwaltstätigkeit und Widerstand
Ab 7. April 1933 verbot das Gesetz zur Wiederherstellung des Berufsbeamtentums jüdischen Anwälten, Mandanten vor Gericht zu vertreten. Am 11. Mai 1933 gelang es Fraenkel  jedoch, durch das sogenannte Frontkämpferprivileg seine Wiederzulassung bei Gericht zu erhalten. Er hatte an mehreren Weltkriegsschlachten teilgenommen und eine Verwundung davongetragen. Das Leumundszeugnis, das ihm Adolf Reichwein ausstellte, war eindeutig positiv. Fraenkels Sozius Franz Neumann hingegen blieb der Anwaltsberuf in Deutschland versperrt. Er flüchtete am 10. Mai 1933 nach Großbritannien.
Fraenkel betätigte sich im Widerstand gegen den Nationalsozialismus. Hier knüpfte er vor allem Kontakte zu Mitgliedern des Internationalen Sozialistischen Kampfbunds (ISK). Er publizierte anonym im Organ des ISK, der Sozialistischen Warte, unter anderem einen Aufsatz zum „Sinn illegaler Arbeit“. Darüber hinaus stand er in enger Verbindung mit Alwin Brandes, Richard Teichgräber, Heinrich Schliestedt und weiteren führenden Funktionären des am 2. Mai 1933 verbotenen Deutschen Metallarbeiter-Verbandes (DMV), die mittlerweile Untergrundarbeit organisierten und eine vergleichsweise große gewerkschaftliche Widerstandsgruppe aufgebaut hatten. Zur Gruppe Roter Stoßtrupp hielt er enge Verbindung. Unter anderem reiste er als Kurier für die Widerstandsgruppe 1933/34 nach Amsterdam und London. Nachdem ihm Anfang 1934 untersagt worden war, deren Anführer Rudolf Küstermeier sowie Willi Schwarz, ebenfalls aus der Führungsgruppe des Roten Stoßtrupps, vor dem Volksgerichtshof zu verteidigen, vermittelte Fraenkel seinen Kollegen Heinrich Reinefeld. Fraenkel besuchte Küstermeier mehrfach im Zuchthaus und hielt zu dessen Ehefrau Elisabeth sowie zu anderen Akteuren des Roten Stoßtrupps weiterhin Verbindung.
Zu den geduldeten beruflichen Tätigkeiten Fraenkels gehörten die Beratung und anwaltliche Vertretung von Verfolgten des NS-Regimes. Dadurch befand er sich im Visier der Gestapo. Am 20. September 1938 entzog er sich nach einem entsprechenden Hinweis einer drohenden Verhaftung und floh nach London. Seine Frau Hanna folgte ihm am 13. November desselben Jahres ins Exil. Die Eheleute waren weitgehend mittellos. Das Geld, das sie durch den Verkauf ihres Hauses erzielt hatten, landete durch steuerrechtliche Diskriminierungsmaßnahmen des NS-Staats (siehe Mitnahmebeschränkungen der Devisenstelle) auf einem „Auswanderer-Sperrkonto“. Wenig später wurde es vollständig mit der „Reichsfluchtsteuer“ verrechnet. An Barmitteln konnten die Eheleute zusammen nur 60 Reichsmark ausführen.

#### Exil in den Vereinigten Staaten
Nach kurzem Aufenthalt bei Otto Kahn-Freund in London schifften sich Hanna und Ernst Fraenkel im November 1938 in Southampton ein, um in die Vereinigten Staaten zu emigrieren. Versuche Fraenkels, eine Beschäftigung an der New School for Social Research in New York zu erhalten, schlugen fehl. Nachdem ihm eines der begehrten Stipendien des American Committee for the Guidance of Professional Personnel bewilligt worden war, nahm Fraenkel im Herbst 1939 zu Beginn des Zweiten Weltkriegs ein Studium des amerikanischen Rechts an der University of Chicago Law School auf. Am 10. Juni 1941 bestand er die Prüfung und erhielt den Titel Doctor of Law. Das Ehepaar wohnte während dieser Zeit im Chicagoer Stadtteil Hyde Park nahe dem Campus.
Seit seiner Ankunft in den Vereinigten Staaten arbeitete Fraenkel zugleich an der umfassenden Überarbeitung seines umfangreichen Manuskripts über den NS-Staat. Es wurde zur Jahreswende 1940/41 unter dem Titel The Dual State (→ Der Doppelstaat) veröffentlicht. Der Autor unterschied in seiner Studie den Normenstaat, dessen Handeln sich an Gesetzen orientiere, vom Maßnahmenstaat, der sich an politischen Zweckmäßigkeitsüberlegungen ausrichte und gegen als Feinde des Regimes definierte Bevölkerungsgruppen vorging.
Der mittlerweile Staatenlose – die NS-Behörden hatten Fraenkel im Juni 1940 ausgebürgert – trat am 1. Oktober 1941 eine Stelle in einer Washingtoner Rechtsanwaltskanzlei an. Fraenkel sollte daran mitwirken, amerikanische Vermögensansprüche im vom Zweiten Weltkrieg geprägten Europa durchzusetzen. Das Beschäftigungsverhältnis endete im Januar 1942, denn der Kriegseintritt der Vereinigten Staaten ließ diese Arbeit aussichtslos erscheinen.
Das Ehepaar Fraenkel zog von Washington nach Forest Hills, ein Viertel im Stadtbezirk Queens von New York City. Erneut versuchte Ernst Fraenkel, an der New School for Social Research tätig zu werden, möglichst als Sozial- oder als Politikwissenschaftler. Wieder blieb er dabei erfolglos. Allerdings gelang es ihm, an der Free French University (École Libre des Hautes Études), die unter dem Dach der New School angesiedelt war, in den Jahren 1942 bis 1944 Kurse zu leiten, in denen europäische Juristen in das amerikanische Recht eingeführt wurden. David Riesman und der an der New School arbeitende Hans Staudinger halfen beim Arrangieren dieser Dozententätigkeit. Den wesentlichen Teil seines Lebensunterhalts bestritt Fraenkel zunächst jedoch durch Beschäftigungen bei zwei Flüchtlingsorganisationen: der von Rudolf Callmann geleiteten American Federation of Jews from Central Europe sowie einer von Paul Tillich geführten Selbsthilfeorganisation für Emigranten. Die Arbeit für diese Flüchtlingsorganisationen endete allerdings bereits nach wenigen Monaten.
Von 1942 bis 1943 übernahm Fraenkel einen von der Carnegie Endowment for International Peace finanzierten Forschungsauftrag. Er untersuchte, welche Schlussfolgerungen aus der Besetzung des Rheinlands nach dem Ersten Weltkrieg für eine zukünftige gesetzlich geregelte Okkupationspolitik in Europa zu ziehen waren. 1944 erschien seine Abhandlung Military Occupation and the Rule of Law. Diese Arbeit verhalf ihm zu einer Anstellung bei US-Behörden, für die er zwischen 1944 und 1951 tätig wurde. Zunächst gehörte Fraenkel von 1944 bis 1945 in Washington, D.C. zu den Angestellten der Foreign Economic Administration (FEA). Seine Vorgesetzte war Hedwig Wachenheim. Konkret beschäftigte er sich im Rahmen von Planungen zur Nachkriegsbesetzung der Achsenmächte und zur zukünftigen Deutschlandpolitik mit Fragen des Justizwesens. Fraenkels Dienststelle arbeitete eng mit der Forschungsabteilung des Office of Strategic Services zusammen. In die Zeit dieser Beschäftigung fiel der Erwerb der amerikanischen Staatsbürgerschaft (15. August 1944).
Als die FEA im Herbst 1945 aufgelöst wurde, entschied sich Fraenkel, nicht nach Deutschland zurückzukehren, obgleich ihn sein langjähriger Freund Otto Suhr darum bat und viele Exilanten als Mitarbeiter von US-Besatzungsbehörden zurückgingen. Aufgrund der erlittenen Repressalien und der Informationen über den Holocaust hielt Fraenkel eine Rückkehr für sich als Jude für unmöglich.

#### Berater in Korea
Ende 1945 trat Fraenkel eine Stelle als Berater amerikanischer Behörden in Korea an. Er sollte dort beim Neuaufbau des Rechtssystems helfen, nachdem 1945 die japanische Herrschaft beendet war und das Land unter der Schutzherrschaft der Vereinigten Staaten und der Sowjetunion stand. Fraenkel schien dafür als Kenner des deutschen Rechts geeignet zu sein, denn Japan hatte die deutsche Rechtskultur intensiv rezipiert, sodass Korea davon beeinflusst war. Zudem hatte er sich bereits als Experte für Besatzungsrecht ausgewiesen. Vor Ort arbeitete er in einer Außenstelle des Justizministeriums der Vereinigten Staaten. Im März 1946 wurde er als Anwalt vor dem höchsten koreanischen Gericht zugelassen. Er gehörte einer Delegation an, die sich mit Fragen der Wiedervereinigung des Landes befasste – ein Vorhaben, das immer unrealistischer wurde. Als die Vereinten Nationen – trotz Widerstands der Sowjetunion – den Auftrag erhielten, Wahlen für Gesamtkorea zu organisieren, unterstützte Fraenkel amerikanische Verbindungsoffiziere in der Zusammenarbeit mit US-Behörden und UNO-Stellen. An der Ausarbeitung des Wahlgesetzes für Gesamtkorea war Fraenkel maßgeblich beteiligt, später auch an der Ausarbeitung des südkoreanischen Wahlgesetzes. Ferner beriet er die Koreanische Nationalversammlung in Verfassungsfragen. Nach Gründung der Republik Korea am 15. August 1948 wurde Fraenkel Mitarbeiter der amerikanischen Botschaft in Seoul und fungierte als Rechtsberater der Marshallplan-Kommission für Korea (Economic Cooperation Administration Mission to Korea). Zudem hielt er einige Vorlesungen über Verfassungsrecht und Völkerrecht an der Staatlichen Universität Seoul. Nach Ausbruch des Koreakrieges am 25. Juni 1950 wurde Fraenkel nach Japan evakuiert. Dort stand er weiter in Diensten amerikanischer Behörden und war bis April 1951 mit Korea-Fragen befasst. Für sein Engagement hinsichtlich der Wahlen in Korea erhielt Fraenkel den Meritorious Civilian Service Award, eine hohe Auszeichnung für Zivilisten in Diensten amerikanischer Militärs.

### Zurück in Deutschland

#### Politikwissenschaftler in Berlin
Nachdem sich Otto Suhr, Leiter der wiedereröffneten Hochschule für Politik, erneut um Ernst Fraenkel bemüht hatte, rang sich dieser schließlich zu einer Rückkehr nach Deutschland durch. Ende April 1951 landete er zusammen mit seiner Frau in Berlin. Seine Rückkehr wurde von amerikanischen Stellen gefördert: Im Auftrag der High Commission for Occupied Germany (HICOG) sollte er zunächst sechs Monate bleiben und im Rahmen des Programms Information and Education vor allem Vorträge halten und so zur politischen Bildung beitragen. Er begann sogleich eine rege Dozententätigkeit an der Hochschule für Politik. Vorträge hielt er ebenfalls am Institut für politische Wissenschaften (IfpW) der Freien Universität Berlin (FU Berlin) sowie an der dortigen juristischen Fakultät. Ab 1952 bot er zudem Veranstaltungen am geschichtswissenschaftlichen Friedrich-Meinecke-Institut der FU Berlin an. Seine Beauftragung wurde durch die HICOG zweimal bis 1955/56 verlängert. Drei Semester lang trugen die Amerikaner zudem die Kosten seiner Stelle.
Fraenkel trat in dieser Zeit als Redner in vielen gewerkschaftlichen Vortragsveranstaltungen auf, obwohl sein unmittelbar nach Ankunft in Berlin ausgesprochenes Angebot an den Landesbezirk des Deutschen Gewerkschaftsbunds, sich in den Reihen der Gewerkschaften zu engagieren, von Ernst Scharnowski und Gustav Pietsch abgewiesen worden war. Sein Verhältnis zu den Gewerkschaften und zur SPD, in die er nicht erneut eintrat, blieb deutlich distanzierter als in den Jahren der Weimarer Republik.
Die FU Berlin berief ihn im Februar 1953 auf den neu eingerichteten Lehrstuhl Wissenschaft von der Politik, Theorie und vergleichende Geschichte der politischen Herrschaftssysteme. Dort prägte er in den 1950er und 1960er Jahren die Entwicklung der Politikwissenschaft mit und wurde einer ihrer „Leitfiguren“. An seinem Lehrstuhl kümmerte sich der US-Bürger Fraenkel vor allem um die Vermittlung eines positiven Bilds der Vereinigten Staaten, denn er registrierte das Fortwirken vieler antiamerikanischer Vorurteile. In seinen politikwissenschaftlichen Seminaren nahm die amerikanische Verfassung stets einen besonderen Raum ein. Fraenkels Amerikabild wurde nicht allein durch sein Exil geprägt, sondern auch durch weitere Aufenthalte in den USA. So betätigte er sich 1954/55 als Gastdozent an der University of Colorado Boulder und an der University of North Carolina at Chapel Hill. 1958/59 lehrte er an der University of California, Berkeley. Vor der Übernahme einer ordentlichen Professur waren beamtenrechtliche Hürden zu überwinden, denn Fraenkel hätte einen Eid auf das Grundgesetz schwören müssen, was automatisch den Verlust der amerikanischen Staatsbürgerschaft nach sich gezogen hätte. Nachdem vereinbart worden war, dass er stattdessen nur zu geloben habe, seinen Amtspflichten gewissenhaft nachzukommen, erhielt Fraenkel 1961 die Professur. Fraenkel „galt als unumstrittener Doyen des OSI“.
An Bemühungen, die NS-Vergangenheit aufzuarbeiten, beteiligte sich der Autor des Dual State nicht, obgleich er Ende der 1950er Jahre ein entsprechendes Vorhaben zur Justiz im NS-Staat mit Helmut Krausnick, dem Leiter des Instituts für Zeitgeschichte (IfZ), geplant hatte. Dieses Projekt zerschlug sich jedoch. Stattdessen erschien 1968 in einer der Publikationsreihen des IfZ eine apologetische Abhandlung dieses Themas durch Hermann Weinkauff.

#### Pluralismus und Studentenbewegung
In den 1960er Jahren entwickelte Fraenkel die Theorie des Pluralismus fort und gilt seither als Gründer des sogenannten Neopluralismus. Bei seinen Forschungen analysierte er insbesondere die Verhältnisse in den Vereinigten Staaten und der Bundesrepublik.
Seit 1963 betätigte Fraenkel sich zudem als erster Direktor des von ihm wesentlich mitinitiierten John-F.-Kennedy-Instituts für Nordamerikastudien, das durch seine interdisziplinäre Arbeitsweise rasch eine Führungsposition auf dem Gebiet der Nordamerika-Forschung errang.
Ab Mitte der 1960er Jahre beschäftigte sich Fraenkel kritisch mit der Studentenbewegung, die sich in Berlin vergleichsweise früh konstituiert hatte und am Otto-Suhr-Institut an Einfluss gewann. Als im April 1967 angekündigt wurde, dass im FU-Spiegel, der offiziellen Zeitschrift des Allgemeinen Studierendenausschusses (AStA) der Freien Universität, eine anonyme Rezension seines letzten Seminars vor der Emeritierung erscheinen sollte, protestierte Fraenkel energisch vor dem akademischen Senat, welcher daraufhin der Zeitschrift disziplinarische Maßnahmen androhte. Die Rezension – nach eigenen Angaben von Claudia Pinl verfasst – erschien dennoch. „Fraenkel betrachtete dies als Vertrauensbruch und Bespitzelung.“
Fraenkel warf der Studentenbewegung demokratiefeindlichen Dogmatismus vor und fühlte sich durch das Verhalten rebellierender Studenten an die 1930er Jahre erinnert, als Rollkommandos der SA Versammlungen politischer Gegner gesprengt und nationalsozialistische Studenten jüdische und demokratische Professoren attackiert hatten. Er befürchtete die Instrumentalisierung der Universitäten für antidemokratische Zwecke. In einem umfangreichen Interview, das auf der Titelseite angekündigt wurde, brachte Fraenkel in der Berliner Morgenpost am 17. September 1967 seine Missbilligung der Praktiken der Studentenbewegung zum Ausdruck: Er bezeichnete bestimmte Aktionsformen des Sozialistischen Deutschen Studentenbundes (SDS) als „SA-Methoden“ und forderte Gegenwehr. Wie einige andere jüdische Wissenschaftler, zum Beispiel Helmut Kuhn, zog Fraenkel eine erneute Emigration in Erwägung. Das Ehepaar Fraenkel überlegte, zurück in die Vereinigten Staaten zu gehen.
Fraenkel meinte, dass Studentengruppen, die Räte und ein politisches Mandat forderten, sich eigentlich von der Vorstellung eines „Universitäts-Sowjets“ leiten ließen. Räte lehnte er als Institutionen, die totalitäre Herrschaft nach sich zögen, grundsätzlich ab. Hinweise jüngerer Politikwissenschaftler, die gegen Räteherrschaft organisationssoziologische Argumente ins Feld führten und darauf verwiesen, Räte seien in einer Industriegesellschaft unangemessen weil unterkomplex, nahm Fraenkel gar nicht mehr wahr. Zwar äußerte er Verständnis für die Unzufriedenheit von Studenten und Assistenten in hochschulpolitischen Angelegenheiten, lehnte die Verfolgung allgemeinpolitischer Ziele jedoch strikt ab. Für den Fall, dass die Studenten entsprechende Gerichtsentscheidungen nicht akzeptieren würden, stellte er den Abbruch des Berliner Modells der studentischen Selbstverwaltung in Aussicht. Er wandte sich besonders gegen die Vietnam-Resolution des Studentenkonventes, mit der die amerikanische Kriegsführung in Vietnam kritisiert wurde. Fraenkel sah in der Resolution vor allem Verachtung und offene Feindschaft gegenüber den Vereinigten Staaten als Schutzmacht West-Berlins.
Im Interview mit der Berliner Morgenpost vom 17. September 1967 verneinte Fraenkel ausdrücklich die Frage, ob er den SDS mit den Nationalsozialisten gleichsetzen wolle. Dennoch: Seine Äußerungen und der Publikationsort – eine Zeitung des Axel Springer Verlags – waren in den Augen studentischer Aktivisten eine reaktionäre Abwertung ihrer politischen Bestrebungen. Fraenkel galt bei den marxistisch inspirierten Wortführern der Neuen Linken als Wissenschaftler, der sich zu den bestehenden Verhältnissen affirmativ verhalte, es an Kapitalismus- und USA-Kritik fehlen lasse und keine praktischen Hinweise zur Revolutionierung der gegenwärtigen Gesellschaft gebe. Zudem „bot Fraenkel, der einen paternalistisch-professoralen Stil pflegte, Anlass, ihn als einen Vertreter der alten, überholten Ordinarienuniversität abzustempeln – zumal am OSI, dessen junge Assistenten sich als Keimzelle einer Reformuniversität verstanden.“ „Der Antifaschist, Sozialist und Pluralist sah sich in das reaktionäre Lager gedrängt.“
Der Konflikt zwischen Fraenkel und der Studentenbewegung offenbarte darüber hinaus unterschiedliche Erfahrungen mit und Erwartungen an Recht und Macht, Repräsentation und Partizipation. Ob von einem identitären Volksbegriff (das Volk als eine Einheit) ausgegangen werden könne und ob unmittelbare Volksherrschaft zu befürworten oder zu fürchten sei – in den Antworten unterschieden sich Fraenkel und Richard Löwenthal, ein ebenfalls am OSI lehrender jüdischer Remigrant, und die Sprecher der Neuen Linken, beispielsweise Johannes Agnoli, grundsätzlich.

#### Letzte Jahre

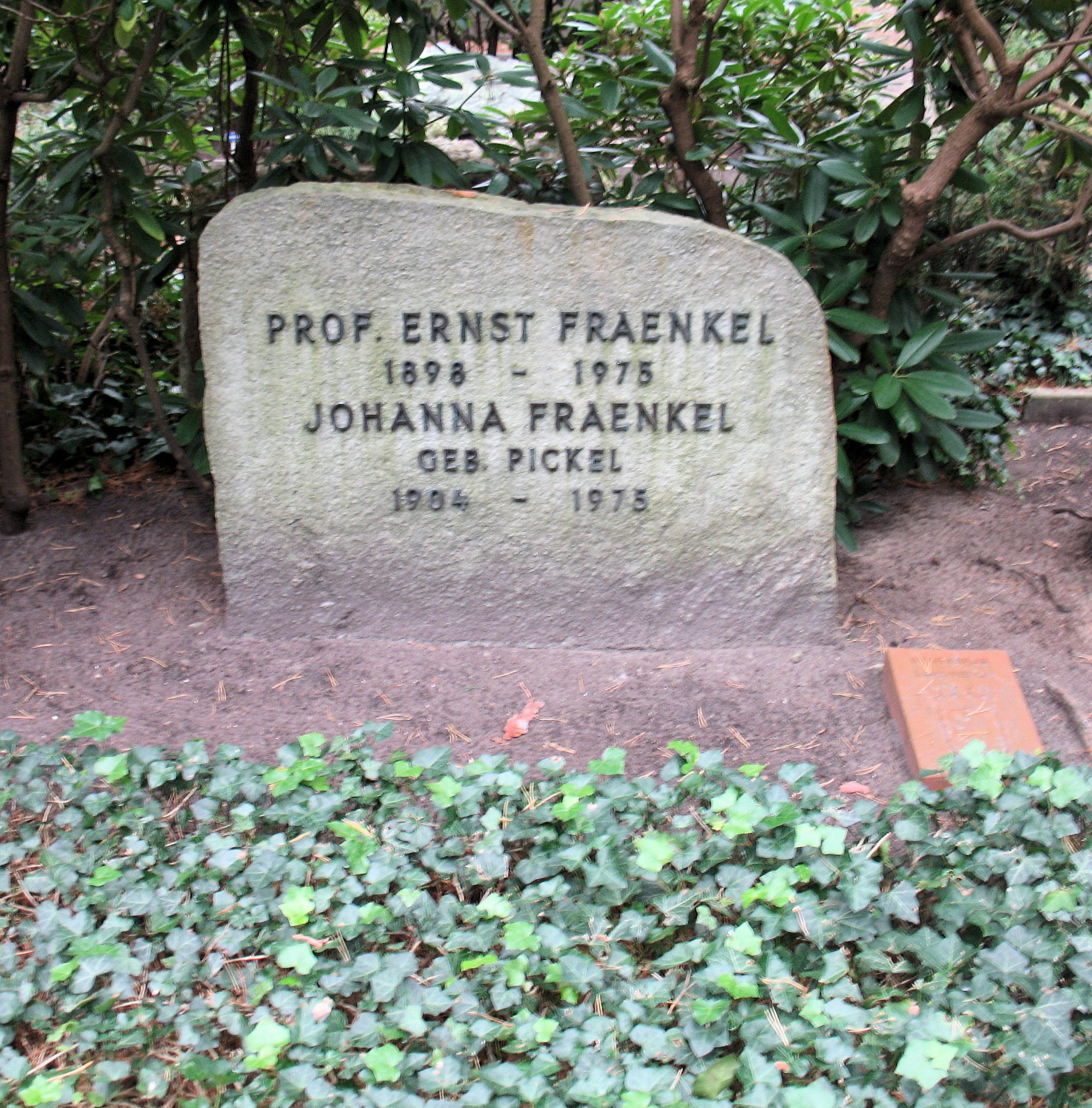
Ehrengrab auf dem Waldfriedhof Dahlem

Fraenkel erlebte die Kritik der Studentenbewegung an seiner wissenschaftlichen Arbeit als Ausgrenzung. Die scharfen Worte, mit denen er auf ihre Aktionsformen und Revolutionshoffnungen reagierte, vergrößerten den Abstand zu den aufbegehrenden Studenten. Vermittlungsversuche, die beispielsweise sein Schüler Winfried Steffani unternahm, blieben ohne Erfolg. Den institutionellen Veränderungen der Universitäten durch die Hochschulreform konnte er wenig abgewinnen. Er fürchtete vielmehr den Aufstieg des wissenschaftlichen Mittelmaßes. Aus diesem Grund schloss er sich der Notgemeinschaft für eine freie Universität an. Die Konflikte blieben nach Aussage seiner Biografin Simone Ladwig-Winters nicht ohne Auswirkungen auf seine Gesundheit: Fraenkel erkrankte 1967 an Gürtelrose und an einer langwierigen Nervenentzündung. Zudem erlitt er mehrere Herzinfarkte und einen Schlaganfall. Danach folgte eine schwere Depression. 1971 nahm Fraenkel wieder die deutsche Staatsangehörigkeit an, weil ihm die zur Aufrechterhaltung der amerikanischen Staatsbürgerschaft notwendigen längeren USA-Aufenthalte zu aufwendig wurden.
Im Jahr 1974 erschien die deutsche Übersetzung des Dual State. Fraenkel hatte sich lange gegen eine Übertragung ins Deutsche gesträubt, schließlich aber zugestimmt und an der Rückübersetzung intensiven Anteil genommen. Eine eingehende Rezeption dieser Studie in Deutschland erlebte Fraenkel jedoch nicht mehr.
Nach seiner Emeritierung am 1. April 1967 übernahm er 1969 eine Gastdozentur an der von studentischen Unruhen unberührten Universität Salzburg. Ferner wurde ihm eine Reihe von Würdigungen zuteil: Die Universität Bern verlieh ihm 1969 die Ehrendoktorwürde, zu seinem 75. Geburtstag im Jahr 1973 wurde ihm eine Festschrift gewidmet und die Bundesrepublik ehrte ihn mit dem Großen Bundesverdienstkreuz. 1975 zeichnete ihn das Land Berlin mit der Ernst-Reuter-Plakette aus.
Die Entwicklungen seit 1967 an den Hochschulen, an der FU Berlin im Ganzen und insbesondere am Otto-Suhr-Institut deprimierten ihn. Er zog sich zurück und mied das Institut. Sein Tod am 28. März 1975 blieb weithin unbeachtet. Fraenkels Leichnam wurde am 8. April 1975 auf dem Waldfriedhof Dahlem beigesetzt. Die Grabstätte gehört zu den Ehrengräbern des Landes Berlin.

## Werk

### Weimarer Schriften
Fraenkel untersuchte in einer längeren Schrift, die 1927 als Broschüre in der „Jungsozialistischen Schriftenreihe“ der Jungsozialisten unter dem Titel „Zur Soziologie der Klassenjustiz“ erschien, soziale Bedingungen richterlicher Rechtsprechung in der Weimarer Republik. Ihm kommt es darauf an, den politisch-gesellschaftlichen Standort der Richterschaft wissenssoziologisch transparent zu machen. Zur Erklärung von Grundtendenzen richterlicher Entscheidungen seien materielle Einflüsse, Ausbildungszwänge, sozialpsychologische Faktoren, aktuelle Ereignisse und ideologische Begründungen von Recht zu untersuchen. Fraenkel nennt inflationsbedingte Einkommenseinbußen, damit verbundene Erfahrungen des sozialen Abstiegs, konservative Prägungen in der praktischen Juristenausbildung und eine sich aus diesen Umständen ergebende Abneigung gegen die Arbeiterschaft, der es in der Republik angeblich besser gehe. In dieser Situation rät Fraenkel dazu, auf einer formalistisch-engen Auslegung von Recht und Gesetz zu bestehen, statt eine finalistische Rechtsprechung gewähren zu lassen, die Richtern weite Ermessensspielräume gibt.
Zu den wichtigsten Publikationen Fraenkels in der Zeit der Großen Koalition unter Hermann Müller gehören vier Aufsätze zum Ruhreisenstreit. Der Autor arbeitete aus gewerkschaftlicher Perspektive die politischen Konsequenzen des Konflikts sowie seiner Bewältigung durch Schlichtung, Schiedssprüche und Gerichtsentscheidungen heraus.
In den Jahren der Präsidialkabinette unter Heinrich Brüning, Franz von Papen und Kurt von Schleicher forderte Ernst Fraenkel die sozialistische Arbeiterbewegung auf, die Errungenschaften der Republik zu verteidigen. Der in der Weimarer Reichsverfassung gefundene Kompromiss liefere Möglichkeiten zur Ausgestaltung einer Demokratie, die über traditionell-liberale Demokratievorstellungen hinausreichten: Fraenkel spricht hier von der „kollektiven“ beziehungsweise der „dialektischen Demokratie“. Fraenkel betont dabei, spätere Überlegungen zum Neopluralismus bereits andeutend, dass es in jeder Gesellschaft, auch in der Klassengesellschaft, einen streitigen und einen unstreitigen Sektor gebe. Der unstreitige Sektor lasse sich jedoch nicht verabsolutieren, wie Vertreter autoritärer Politikkonzepte unterstellten. Genauso wenig ließen sich Kontroversen im streitigen Sektor per Gesetz verbieten. Fraenkel positionierte sich mit diesen Überlegungen insbesondere gegen Carl Schmitt, den wichtigsten staatsrechtlichen Fürsprecher einer autoritären Demokratie mit plebiszitären Elementen. Schmitts Grundannahme von einem unteilbaren, gleichartigen und einheitlichen Volk erteilt Fraenkel eine klare Absage. Sie sei soziologisch unbedarft, historisch falsch, politisch irreführend und weltfremd-utopisch. Bei aller Kritik ist die Beziehung zu Schmitt gleichwohl komplexer: In der Weimarer Zeit bezog sich Fraenkel mit viel Respekt, mitunter auch Bewunderung auf Schmitt. Nachdem dieser aber als Fürsprecher der nationalsozialistischen Gewalt auftrat, erblickte Fraenkel in Schmitts Schriften Vorläufer des nationalsozialistischen Rechtsdenkens.
Nach Fraenkel funktionierte die „kollektive Demokratie“ nicht mehr, seit Hindenburg ab Ende März 1930 auf Präsidialregierungen setzte. In dieser Situation beteiligte sich Fraenkel mit seinem Aufsatz „Verfassungsreform und Sozialdemokratie“ an Überlegungen zur Verfassungsreform. Er bemühte sich dabei, durch möglichst geringfügige Verfassungsänderungen ein neues Gleichgewicht von Reichstag, Reichsregierung und Reichspräsident herzustellen, und machte drei miteinander verbundene Vorschläge:
- Misstrauensvoten gegen Minister oder Kanzler sollten nur noch zulässig sein, wenn eine parlamentarische Mehrheit für einen neuen Minister beziehungsweise Regierungschef nachgewiesen werde (konstruktives Misstrauensvotum).
- Auch Artikel 48, Abs. 3 der Verfassung sei zu ändern. Lege der Reichstag ein Veto gegen eine Notverordnung des Reichspräsidenten ein, sei die Verordnung nicht sofort hinfällig. Dem Reichspräsidenten sollte vielmehr die Möglichkeit eröffnet werden, eine plebiszitäre Entscheidung durch das Wahlvolk herbeizuführen. Ein Parlament, das sich nur obstruktiv verhalte, könne so umgangen werden.
- Häufige Parlamentsauflösungen seien erschwert, wenn dem Reichspräsidenten durch Änderung von Artikel 25 der Weimarer Verfassung eine solche Maßnahme nur noch nach einem Plebiszit über Notverordnungen gestattet wäre beziehungsweise wenn sie an die Unterschrift eines durch den Reichstag neu gewählten Kanzlers oder Ministers geknüpft werde.

Fraenkel erhoffte sich von seinem Reformvorschlag die Wiedergewinnung parlamentarischer Handlungsfähigkeit. Zugleich war er sich über die geringen Realisierungsaussichten im Klaren, denn Kommunisten und Nationalisten kam es ja darauf an, die Parlamente lahmzulegen. Den paradox-tragischen Charakter der Lage formulierte er folgendermaßen: „Wäre mit dem bestehenden Reichstag eine Verfassungsreform möglich, so wäre diese Verfassungsreform überflüssig. Aus der Unmöglichkeit, die Verfassungsreform durch das Parlament durchzuführen zu lassen, ergibt sich deren Notwendigkeit.“

### Der Doppelstaat
In den Jahren 1936 bis 1938 arbeitete Fraenkel heimlich an einer politisch-wissenschaftlichen Analyse des NS-Staates, die er später als „Urdoppelstaat“ bezeichnete. Als Material für diese Studie nutzte er Zeitungsberichte, Zeitschriftenaufsätze, Gesetze, Verordnungen, Gerichtsentscheidungen und eigene Erfahrungen. In den Vereinigten Staaten überarbeitete er sein Manuskript, das kurz vor Fraenkels Emigration aus Deutschland heraus geschmuggelt worden war. Fraenkel entschärfte dabei genuin politische Passagen zugunsten einer stärker wissenschaftlichen Darstellungsweise. Außerdem fügte er einige Abschnitte ein, die dem anglo-amerikanischen Leser ein leichteres Verständnis seiner Thesen ermöglichen sollten.
Fraenkel gliederte seine Studie in drei Teile: Teil eins ist der Rechtsordnung des Doppelstaates gewidmet. Im zweiten Teil analysiert der Autor dessen Rechtslehre und im dritten Teil steht die Rechtswirklichkeit des Doppelstaates im Mittelpunkt.
Das Herrschaftssystem des Nationalsozialismus bestehe nach Fraenkel aus zwei Bereichen: Der Normenstaat sei gekennzeichnet durch die Existenz tradierter und neuer Rechtsvorschriften, die grundsätzlich auf Berechenbarkeit angelegt und in dieser Funktion der Aufrechterhaltung der privatkapitalistischen Wirtschaftsordnung dienlich seien. In dieser Sphäre hätten Gesetze, Gerichtsentscheidungen und Verwaltungsakte nach wie vor Gültigkeit; das Privateigentum sei geschützt – allerdings nicht das der Juden – und das Vertragsrecht weiterhin wesentlich.
Im Unterschied dazu orientiere sich der Maßnahmenstaat nicht an Rechten, sondern ausschließlich an Überlegungen der situativ-politischen Zweckmäßigkeit. Entscheidungen würden „nach Lage der Sache“ getroffen. In diesem Sektor „fehlen die Normen und herrschen die Maßnahmen“.
Fraenkel betonte, dass der Maßnahmenstaat sich im Zweifel gegen den Normenstaat durchsetzen könne – die Judenverfolgung im NS-Staat sei dafür ein zentrales Beispiel. Was als politisch gelte und damit dem Maßnahmenstaat zugehöre, entschieden nicht Gerichte, sondern politische Instanzen.
The Dual State wurde von der amerikanischen Öffentlichkeit bereits kurz nach Erscheinen intensiv wahrgenommen. In Deutschland war das Buch hingegen auch nach 1945 nur schwer zu bekommen. Fraenkel wollte sich aus persönlichen Gründen nach 1945 eigentlich nicht mehr mit dem NS-Staat befassen. Schließlich ließ er sich dazu überreden, an einer deutschsprachigen Ausgabe des Dual State mitzuwirken. Die deutsche Fassung, die 1974 erschien, fand große Verbreitung und Anerkennung; die drei Zentralbegriffe Doppelstaat, Normenstaat und Maßnahmenstaat wurden umfassend rezipiert und bei der Analyse des nationalsozialistischen Deutschen Reiches häufig verwendet. Mittlerweile sind die Begriffe Maßnahmenstaat und Normenstaat auch zur Analyse des Stalinismus genutzt worden.

### Amerikanisches Regierungssystem
Ernst Fraenkels Amerika-Studien umfassen eine Vielzahl von Büchern, Aufsätzen, Vortragsmanuskripten und Lexikonartikeln, die er in den 1950er und 1960er Jahren geschrieben hat. Eine Kernbotschaft dieser Texte lautet, dass die Krise der demokratischen Systeme im ersten Drittel des 20. Jahrhunderts keineswegs zwangsläufig zum Scheitern der Demokratie und zur Durchsetzung totalitärer Staatsformen führen musste, sondern im Rahmen des Rechtsstaates und der Wettbewerbswirtschaft überwunden werden konnte. Form und Interaktion der politischen Institutionen, Wirtschaftskraft und Abstand zur europäischen Krisenregion wirkten hier mit der für Fraenkel zentralen Bedeutung der politischen Kultur der Vereinigten Staaten zusammen. Seine Amerika-Studien dienten auch dem Zweck, Zerrbildern und Vorurteilen gegen die Vereinigten Staaten in Deutschland entgegenzuwirken.
Als Hauptwerk der Amerikastudien gilt sein 1960 erschienenes Buch Das amerikanische Regierungssystem, das bis 1981 viermal aufgelegt wurde. Fraenkel betrachtet seinen Gegenstand „ganzheitlich“, indem er ihn als Produkt historischer Prozesse, als Rechtsordnung sowie als soziale Realität begreift. Er analysiert nacheinander die „traditionelle“ (das ist nach Fraenkel die Orientierung am ungeschriebenen englischen Verfassungsrecht, am Common Law, an der US-Verfassung, am kolonialen Erbe sowie der Aufklärungsphilosophie), die „demokratische“, die „bundesstaatliche“ sowie die „rechtsstaatliche“ Komponente des US-Regierungssystems. Darauf folgt die zusammenfassende Darstellung des „amerikanischen Regierungsprozesses“. Der Politikwissenschaftler betont die Bedeutung der Gruppenpluralität sowie der politischen Aushandlungsprozesse zwischen Gruppen, zwischen verschiedenen Einzelstaaten sowie zwischen Einzelstaaten und Bundesgewalt. Zudem erkennt er in der rechtsstaatlichen Komponente, genauer: in der Rule of Law, eine stark antitotalitäre Tendenz, die nicht auf politische Homogenisierung aus sei, sondern das Neben-, Mit- und Gegeneinander autonomer gesellschaftlicher Gruppen gewährleiste. Ein wichtiges Merkmal des amerikanischen Regierungssystems ist demnach die Garantie, dass der Einzelne sich als Mitglied einer ethnischen, religiösen oder nationalen Gruppe entfalten kann. Stabilität erhalte das amerikanische Regierungssystem auch durch das Naturrecht. Die Vorstellung von unveräußerlichen Rechten sei in den Vereinigten Staaten etabliert und Grundlage jeden positiven Rechts.
Fraenkels Werk wurde in der Bundesrepublik Deutschland sehr positiv aufgenommen: Hans-Ulrich Wehler sah darin „eine einprägsame, geradezu programmatische theoretische Konzeption der Politikwissenschaft“ realisiert, das Buch habe das Potenzial, zum Standardwerk zu avancieren. Auch Horst Ehmke nannte Fraenkels Studie „die fundierteste und geschlossenste Darstellung des amerikanischen Regierungssystems, die wir überhaupt besitzen“. Ekkehart Krippendorff ernannte die Studie zur Pflichtlektüre für Politikwissenschafter. Nach Charlotte Lütkens hat Fraenkel einen neuen und notwendigen Zugang zu seinem Untersuchungsgegenstand gefunden. Winfried Steffani sah in der Untersuchung eine Pionierleistung der Vergleichenden Regierungslehre in Deutschland.
Weitverbreitete Befürchtungen einer Amerikanisierung Europas teilte Fraenkel nicht. Er betonte, dass kein einseitiger Prozess der kulturellen, politischen oder wirtschaftlichen Penetration vorliege, sondern wechselseitige Anpassungs- und Veränderungsprozesse. Die von deutschen und anderen kontinentaleuropäischen Erfahrungen beeinflusste Reform des amerikanischen Beamten- und Behördenwesens, die Etablierung eines stehenden Heeres sowie der Aufbau des sozialen Rechtsstaats in den Vereinigten Staaten zeigten dies.
Mit der Außenpolitik der Vereinigten Staaten setzte sich Fraenkel nur gelegentlich auseinander, ohne diese jedoch zu verurteilen. Beispielsweise bewegte sich die militärische Intervention in Vietnam nach Fraenkels Meinung im Rahmen der Truman-Doktrin, die auf Eindämmung kommunistischer Expansionsabsichten ausgerichtet sei.

### Deutschland und die westlichen Demokratien
Seine Pluralismus- und Demokratietheorie entwickelte Fraenkel nicht in einer zusammenhängenden Schrift. Sie entstand vielmehr schrittweise als Abfolge von Aufsätzen und Vorträgen. Der amerikanische Politikwissenschaftler publizierte diese 1964 als Sammelband unter dem Titel Deutschland und die westlichen Demokratien, der inzwischen ebenfalls als Klassiker gilt. Seine Beiträge waren nicht allein beschreibend, sondern sollten dazu dienen, das Selbstverständnis der Bundesrepublik mitzugestalten. Die Bundesrepublik soll als westliche Demokratie verstanden werden: „Fraenkel geht es um Empirie und Rechtfertigung liberal-demokratischer Ordnungen.“
Fraenkel unterstellt, dass die Betrachtung des politischen Prozesses vom Vorhandensein unterschiedlicher Interessen in der Gesellschaft ausgehen muss. Diese dürften nicht unterdrückt werden, wie es Jean-Jacques Rousseau und zugespitzt Lenin und Carl Schmitt gefordert hatten und wie es in den totalitären Systemen Stalinismus und Nationalsozialismus gewaltsam praktiziert worden war. Vertreter einzelner Interessen müssen sich nach Fraenkel in Gruppen organisieren können und am politischen Prozess teilnehmen dürfen. Zur Formierung, Artikulation und Verfolgung unterschiedlicher Interessen steht nach Fraenkel der kontroverse Sektor zur Verfügung. Auseinandersetzungen zwischen verschiedenen Interessen seien konstitutiv für die politische Willensbildung. Diese Auseinandersetzungen mündeten in einen politischen Kompromiss, der die verschiedenen Interessen zum Ausgleich bringe. Institutionen der Kompromissfindung sind laut Fraenkel Parteien, Parlamente, Regierungen und Verwaltungen. Sie hielten sich dabei an verfassungsrechtlich gesicherte Verfahren. Kontroversen und Kompromisse sind Fraenkel zufolge Stärken der Demokratie, keine Schwächen. Sie dienten der Ermittlung des Gemeinwohls, das sich erst nach dem politischen Prozess (a posteriori) herstelle und ihm nicht a priori vorangehe.
Im kontroversen Sektor kann die geregelte Artikulation und Austragung von Interessensgegensätzen nur gelingen, wenn es einen nicht-kontroversen Sektor gibt. Dieser bestehe aus einem umfassenden Konsens über formelle Regeln und über Grenzen und Vorgaben des Willensbildungsprozesses, in einer gemeinsamen kulturellen Basis aller pluralistischen Gruppen. Verfassungen spielen damit in diesem Sektor eine zentrale Rolle. Im nicht-kontroversen Sektor finden sich zentrale Werte, die anerkannt werden müssen, wenn der politische Prozess gelingen soll. Diese Werte sind nicht beliebig. Fraenkel zählt zu diesen Werten insbesondere jene, die in naturrechtlicher Tradition stehen. In verschiedenen Schriften nennt er beispielhaft „soziale […] Gerechtigkeit“, die „Gebote […] der sozialen Ethik“, die „regulativen Ideen der Gerechtigkeit und Billigkeit“, die Menschenrechte, Freiheit, den sozialen Rechtsstaat, das Koalitionsrecht, das Prinzip des Mehrheitsentscheids, das Prinzip allgemeiner, gleicher, freier und direkter Wahlen, Gleichheit vor dem Gesetz, das Prinzip der Sozialversicherung, die Neutralität des Staates in religiösen Angelegenheiten, das Folterverbot, das Prinzip öffentlicher Gerichtsverfahren, die Schulpflicht und die Unentgeltlichkeit des Schulbesuchs sowie die Zivilehe.
Seine Überlegungen zu einer pluralistischen Demokratie sind eine intellektuelle Entgegnung auf Nationalsozialismus und Stalinismus, die auf heterogene Kräfte mit Gewalt reagierten. Mit seinem Konzept leistete er einen Beitrag zur Verwestlichung der Bundesrepublik. Mit seiner Wertschätzung von Konflikt und Kompromiss stand er im Widerspruch zu noch relevanten Homogenitätspräferenzen („Ideen von 1914“) und obrigkeitsstaatlichen Traditionen, die mit Distanz gegenüber Parlamenten, Parteien, Interessengruppen und Lobbyismus einhergingen („Verbändeprüderie“). Fraenkel hat in seinem Sammelband von 1964 darüber hinaus Überlegungen zu erweiterten plebiszitären Mitgestaltungsmöglichkeiten angestellt und forderte, die repräsentativen Elemente des Regierungssystems damit zu ergänzen.
Fraenkel gilt unter den Pluralismus-Theoretikern als ein Mitbegründer des sogenannten Neopluralismus. Als solche gelten Denker, die ihre Pluralismuskonzeption bewusst als Negation des Autoritarismus und Totalitarismus verstanden, welche zuvor den Pluralismus abgelehnt und beseitigt hatten. Neopluralisten betonen die Notwendigkeit der Anerkennung von Grundrechten, einer heterogenen Gesellschaftsstruktur, der Autonomie des Willensbildungsprozesses, die zwingende Geltung der Rechts- und Sozialstaatsprinzipien sowie die These des a-posteriori-Wesens des Gemeinwohls. Sie wenden sich nicht gegen den Souveränitätsanspruch des Staates, sondern gegen seinen Totalitätsanspruch.
Kritiker des Fraenkelschen Pluralismusmodells entgegnen, dass sich bestimmte Interessen nicht oder nur schwer organisieren und sich sehr häufig nur besonders konfliktfähige durchsetzen können. Der Staat gerate gegenüber mächtigen Interessengruppen in die Defensive. Befürworter der Gedankengänge Fraenkels sehen solche Einwände zwar als empirisch begründet an, verweisen aber auf die normative Dimension der Theorie und halten daran fest.
Der Begriff des Pluralismus erzeugte nicht allein in der Wissenschaft ein großes Echo. Das Bundesverfassungsgericht wertete „Pluralismus“ als ein Strukturelement des Grundgesetzes. Zugleich ist der Begriff „Pluralismus“ in die Alltagssprache eingegangen.

## Ausgewählte Werke und Gesammelte Schriften

### Ausgewählte Werke
- Zur Soziologie der Klassenjustiz, Berlin, Leipzig 1927.
- The Dual State. A Contribution to the Theory of Dictatorship. Transl. from the German by E. A. Shils, in collaboration with Edith Lowenstein and Klaus Knorr, Oxford University Press, New York [u. a.] 1941 (Deutsch: Der Doppelstaat. Recht und Justiz im „Dritten Reich“. Rückübers. aus dem Englischen von Manuela Schöps in Zusammenarbeit mit dem Verfasser, Europäische Verlagsanstalt, Frankfurt am Main 1974, ISBN 3-434-20062-2).
- Das amerikanische Regierungssystem. Eine politologische Analyse, Westdeutscher Verlag, Köln, Opladen 1960.
- Deutschland und die westlichen Demokratien, Kohlhammer, Stuttgart 1964.

### Gesammelte Schriften
- Gesammelte Schriften, Nomos Verlag, Baden-Baden 1999 ff.
  - Band 1: Recht und Politik in der Weimarer Republik, (hrsg. v. Alexander von Brünneck unter Mitarbeit von Rainer Kühn), 1999, ISBN 3-7890-5825-4 (Inhaltsverzeichnis).
  - Band 2: Nationalsozialismus und Widerstand, hrsg. v. Alexander von Brünneck, 1999, ISBN 3-7890-5826-2.
  - Band 3: Neuaufbau der Demokratie in Deutschland und Korea, hrsg. v. Gerhard Göhler unter Mitarbeit von Dirk Rüdiger Schumann, 1999, ISBN 3-7890-6105-0.
  - Band 4: Amerikastudien, hrsg. v. Hubertus Buchstein und Rainer Kühn unter Mitarbeit von Cord Arendes und Peter Kuleßa, 2000, ISBN 3-7890-6161-1.
  - Band 5: Demokratie und Pluralismus, hrsg. v. Alexander von Brünneck, 2007, ISBN 978-3-8329-2114-9 (Inhaltsverzeichnis).
  - Band 6.: Internationale Politik und Völkerrecht, Politikwissenschaft und Hochschulpolitik, hrsg. von Hubertus Buchstein und Klaus-Gert Lutterbeck unter Mitarbeit von Katja Staack und Eva-Maria Reinwald, 2011, ISBN 978-3-8329-5631-8 (Inhaltsverzeichnis).
  - Ein siebter Band ist geplant, jedoch noch nicht erschienen (Stand: April 2020). Er soll als Registerband eine vollständige Bibliografie der Schriften Fraenkels sowie ein Personen- und Sachgesamtregister enthalten.[108]

## Festschrift
- Gerhard A. Ritter, Gilbert Ziebura (Hrsg.): Faktoren der politischen Entscheidung: Festgabe für Ernst Fraenkel zum 65. Geburtstag. De Gruyter, Berlin 1963.

## Anhang